# Porodični portret
Porodični portret je epizoda Dilan Doga objavljena u Srbiji u svesci #91. u izdanju Veselog četvrtka. Na kioscima se pojavila 22. januara 2015. Koštala je 230 din (2,9 €; 3,36 $). Imala je 94 strane. Sveska je bila u boji.

## Originalna epizoda
Originalna epizoda pod nazivom Ritratto di famiglia objavljena je premijerno u #300. regularne edicije Dilana Doga u Italiji u izdanju Bonelija. Izašla je 27.08.2011. Scenario je napisao Paskale Ruju, a epizodu nacrtao Anđelo Stano. Koštala je 4,4 €.

## Koncept meta-stripa
Kao i druge jubilarne epizode (Morgana, A danas, Apokalipsa!), i ova je predstavljena kao meta-priča (tj. meta-strip). Koncept meta-stripa podrazumeva da se paralelno sa glavnom radnjom, u nekom drugom univerzumu dešava druga radnja koja je proizvod mašte autora stripa ili nedefinisane osobe. Ovakav pristup korišćen je i u nekim "običnim" kao što je Priča ni o kome. Anđelo Stano (jedan od najvažnijih crtača serijala) se kao paralelni narrator pojavljuje u svim jubilarnim epizodama.